# عزیز، عزیز
عزیز، عزیز (به تامیلی: Anbe Anbe) و (به انگلیسی: Dear, Dear) فیلمی هندی محصول سال ۲۰۰۳ و به کارگردانی مانی بهاراتی است. در این فیلم بازیگرانی همچون شمس‌الدین ابراهیم، میناکشی، مانوراما و رامیا کریشنان ایفای نقش کرده‌اند.